# Municipalità locale di Dannhauser
Dannhauser è una municipalità locale (in inglese Dannhauser Local Municipality) appartenente alla municipalità distrettuale di Amajuba della provincia di KwaZulu-Natal in Sudafrica. 
In base al censimento del 2001 la sua popolazione è di 102.776 abitanti.
La sede amministrativa e legislativa è la città di Dannhauser e il suo territorio si estende su una superficie di 1.515 km² ed è suddiviso in 10 circoscrizioni elettorali (wards). Il suo codice di distretto è KZN254.

## Geografia fisica

### Confini
La municipalità locale di Dannhauser confina a nord con quella di Newcastle, a est con quella di Emadlangeni, a est e a sud con quella di Endumeni (Umzinyathi), a sud con quella di Emnambithi/Ladysmith (Uthukela) e a ovest con quella di Phumelela (Thabo Mofutsanyane/Free State).

### Città e comuni
- Dannhauser
- Durnacol
- Ekudabuleni
- Hattingspruit
- Hlubi
- Gule
- Normandien

### Fiumi
- Mbabane
- Mhlonyane
- Manzamnyama
- Mzinyashana
- Ngagane
- Wasbank

### Dighe
- Chelmsford Dam